# Marquesat de Montalbán
El marquesat de Montalbán és un títol nobiliari espanyol creat l'any 1603 per Felip III de Castella en favor de Pedro Fernández de Córdoba, I marquès de Priego, que fa referència a la localitat de Montalbán de Córdoba. Anteriorment havia existit la senyoria de Montalbán, que el 1257 va ser donada per Alfons X el Savi a Gonzalo Yáñez Dovinal, però la mort sense fills d'un dels seus descendents va fer que revertís a la Corona. Després, Enric II de Castella el va donar a Gonzalo Fernández de Córdoba, un hereu de Yáñez, el 30 d'abril de 1370 per la seva labor en la reconquesta cristiana. Per motius de compra-venda entre senyors, Montalbán va deixar de pertànyer a la Casa d'Aguilar, fins que el 1503 va ser adquirida per Pedro Fernández de Córdoba, que esperava obtenir grans beneficis agrícoles i Felip III va crear per a ell el títol de marquesat.

## Titulars
El llistat de marquesos és el següent:
|      | Titular                                                         | Període   |
| ---- | --------------------------------------------------------------- | --------- |
| I    | Pedro Fernández de Córdoba y Figueroa                           | 1603      |
| II   | Alonso Fernández de Córdoba y Enríquez de Ribera                | 1603-1612 |
| III  | Luis Ignacio Fernández de Córdoba y Enríquez de Ribera          | 1612-1621 |
| IV   | Luis Mauricio Fernández de Córdoba y Figueroa                   | 1623-1650 |
| V    | Manuel Fernández de Córdoba y de la Cerda                       | 1650-1679 |
| VI   | Nicolás Fernández de Córdoba y de la Cerda                      | 1679-1700 |
| VII  | Luis Antonio Fernández de Córdoba y Spínola                     | 1704-1739 |
| VIII | Pedro de Alcántara Fernández de Córdoba y Moncada               | 1739-1768 |
| IX   | Luis María Fernández de Córdoba y Gonzaga                       | 1769-1789 |
| X    | Luis Joaquín Fernández de Córdoba y Benavides                   | 1789-1813 |
| XI   | Luis Tomás Fernández de Córdoba y Ponce de León                 | 1813-1851 |
| XII  | Luis María Fernández de Córdoba y Pérez de Barradas             | 1851-1879 |
| XIII | Luis Jesús Fernández de Córdoba y Salabert                      | 1880-1956 |
| XIV  | Victoria Eugenia Fernández de Córdoba y Fernández de Henestrosa | 1956-2013 |
| XV   | Victoria von Hohenlohe-Langenburg y Schmidt-Polex               | 2018-Avui |